# Mishima (miasto)
Mishima (jap. 三島市 Mishima-shi) – miasto w Japonii, w prefekturze Shizuoka (środkowe Honsiu).

## Położenie
Miasto leży we wschodniej części prefektury Shizuoka, u stóp południowych zboczy góry Fudżi, u nasady półwyspu Izu. Graniczy z:
- Susono
- Numazu
- Hakone

## Historia
W okresie Edo miasto leżało na szlaku Tōkaidō, nosząc wówczas nazwę Shukuba (宿場町, Shukuba-machi).
Prawa miejskie uzyskało 29 kwietnia 1941 roku.

## Transport
Miasto leży na szlaku kolejowym Tōkaidō Shinkansen (JR) oraz głównej linii Tōkaidō (JR Central) i linii Sunzu (Linie kolejowe Izu-Hakone Sp. z o.o.).

## Miasta partnerskie
- Nowa Zelandia: New Plymouth
- Stany Zjednoczone: Pasadena
- Chiny: Lishui